# Goal! 3
Goal! III: Taking on the World é o terceiro filme da trilogia Gol!. Dirigido por Andrew Morahan, foi lançado no Reino Unido em 17 de junho de 2009.

## Sinopse
Santiago Muñez, que, juntamente com os seus melhores amigos e jogadores da Seleção Inglesa de Futebol, Charlie Braithwaite (Leo Gregory) e Liam Adams (JJ Feild), são seleccionados para suas respectivas seleções nacionais na Copa do Mundo da FIFA 2006 na Alemanha.
No entanto, como todos eles assistem às filmagens de um filme em que Braithwaite é apresentado, a tragédia os atinge. As três melhores amigas e o novo interesse amoroso de Braithwaite e que em breve será a noiva Sophia Tardelli (interpretada por Kasia Smutniak) sofrem um acidente de carro que coloca Muñez fora de disputa devido a lesões. Enquanto isso, Liam Adams descobre, para seu horror, que ele tem uma nova filha, Bella, do antigo interesse amoroso June (interpretado por Anya Lahiri). Isso só aumenta o alcoolismo preexistente de Liam e o lançamento do Real Madrid. É revelado que Muñez está definido para retornar à Inglaterra como jogador do Tottenham Hotspur sob um contrato de dois anos, junto com Liam, que re-sinaliza para o Newcastle United, o clube original de ambos os ex-jogadores do Real. O filme continua a representar a Copa do Mundo a partir da perspectiva inglesa. Liam marca contra a Suécia (2x2), assistido por um cabeceamento de Charlie, e a Inglaterra qualifica-se para as fases eliminatórias. No entanto, no jogo contra o Equador, Charlie é ferido e depois desmaia no vestiário. Ele é levado para o hospital e morre no caminho de um aneurisma (do acidente de carro). A Inglaterra vai às quartas-de-final contra Portugal, quando Liam perde um pênalti crucial contra o goleiro português Ricardo, enquanto Cristiano Ronaldo converte.
Liam depois propõe junho para se casar com ele. Santiago Muñez é o melhor homem. Durante seu discurso de casamento, ele se lembra de Charlie e seus olhos ficam cheios de lágrimas. Enquanto confetes são jogados em Liam e em junho, a Itália é mostrada levantando o troféu da Copa do Mundo depois de derrotar a França nos pênaltis na final.
Também seguindo o torneio ao redor da Alemanha em sua van campista St. George's Cross estão os "Geordie Boys", que apareceram pela primeira vez no primeiro "Gol!" filme. Fornecendo a perspectiva dos fãs de entretenimento da partida são Newcastle United die-hards Gordon (Mike Elliott), Foghorn (Christopher Fairbank), Walter (Jack McBride) e Phil (Craig Heaney) em suas aventuras bêbados, mulherengo na Alemanha.
Ao contrário dos dois primeiros filmes, Roz, Glen Foy e Gavin Harris não aparecem no filme. Santiago indica que ele e Roz não voltaram a se juntar após a separação. Como mostrado no segundo filme, Foy foi demitido por Santiago. Quanto a Harris, já era hora de se aposentar. Todos os verdadeiros jogadores de futebol profissionais são mostrados através de filmagens da Copa do Mundo. O papel esportivo dos atores neste filme é limitado à tela verde. Em cenas selecionadas, o profissional Derek Williams é usado como um duplo para Sven-Göran Eriksson.
Este filme revela o fim do gol! trilogia como o sonho termina.